# Tipranavir
Le tipranavir, vendu sous le nom de marque Aptivus, est un médicament utilisé pour traiter le VIH/SIDA en association avec le ritonavir, entre autres  .

## Mode d'action
Il s'agit d'un inhibiteur de la protéase  qui bloque la protéase du virus de l'immunodéficience humaine .

## Usage médical
Il est utilisé avec des médicaments similaires qui ne sont pas efficaces. Il se prend par voie orale. Ce médicament est utilisé chez les personnes âgées de plus de deux ans.

## Effets secondaires
Les effets secondaires de ce médicament  comprennent la diarrhée, les nausées, la fièvre, la fatigue et les maux de tête;  d'autres effets secondaires peuvent inclure des saignements intracrâniens, une inflammation du foie, une insuffisance hépatique, une glycémie élevée et des taux de lipides anormaux . Il s'agit d'un inhibiteur de la protéase  qui bloque la protéase du VIH .

## Histoire
Ce médicament a été approuvé pour un usage médical aux États-Unis et en Europe en 2005,. Au Royaume-Uni, cela coûte au NHS environ 440 livre sterling  par mois à partir de 2021. Aux États-Unis, ce montant coûte environ 1 800 dollars américains.